# Pinara
Pínara (likijsko 𐊓𐊆𐊍𐊍𐊁𐊑𐊏𐊆 Pilleñni, izpeljano domnevno iz pridevnika  okrogel, grško starogrško τὰ Πίναρα, ta Pínara, pred tem po enem od zapisov Artymnesus ali Artymnesos) je bilo veliko antično mesto v Likiji ob vznožju gore Kragus (zdaj Babadağ), nedaleč od zahodne obale reke Ksantos (zdaj Eşen).
V Pinari je več ostankov antičnih svetišč, v steno vklesane grobnice, med njimi tako imenovana »kraljeva grobnica«, gornja in spodnja akropola, gledališče, odeon, agora in cerkev. Ime Pinara se je sčasoma asimiliralo v ime sedanje turške vasi Minare, oddaljene pol ure hoda od  ruševin Pinare.

## Ime
V Pinari so častili Pandarja, likijskega junaka iz trojanske vojne, zato so nekateri avtorji sklepali, da je on dal mestu ime.
Po Menekratovi Zgodovini Likije, na katero se sklicuje Štefan Bizantinski, je bila Pinara kolonija Ksantosa, ki se je prvotno imenovala Artymnesos. Kasnejše likijsko ime Pinara izhaja iz izrazov pilleñni ali pinale, ki pomenita okrogel hrib ali preprosto okrogel. Mesto resnično stoji na veliki zaobljeni skalnati masi, njegove ruševine pa obdaja bolj ali manj okrogel greben skalnih stolpov. Drug vir (Panjasis) trdi, da je mesto ustanovil Pinar, sin Tremila ali Tremula. Na to trditev nekateri viri zaradi konteksta gledajo kot na nepomembno. 

## Zgodovina
Pinare antični pisci ne omenjajo prav pogosto, iz obširnih ruševin in Strabonovih zapisov pa je moč sklepati, da je bila ena od največjih mest v Likiji. Bila je glavno likijsko pristaniško mesto,  dokler ni pristanišča zasul mulj in ga spremenil v sedanje mokrišče.
Ena od redkih omemb mesta v antičnih virih pravi, da je Pinara skupaj z drugimi likijskimi mesti podprla karijskegasatrapa Piksodarja. Bila je članica Likijske zveze, v kateri je imela tri volilne glasove. Leta 334 pr. n. št. se je vdala Aleksandru Velikemu. Po njegovi smrti je mesto pripadlo Pergamskemu kraljestvu. Ko je zadnji pergamski kralj  Atal III. leta 133 pr. n. št. umrl in svoje kraljestvo v oporoki zapustil Rimski republiki, je Pinara postala rimsko mesto. V prvem  znanem dokumentu iz tega obdobja je podatek, da je od dobrotnika Opramoasa dobila prispevek za obnovo javnih zgradb. 
V Pinari so zelo zgodaj sprejeli krščanstvo. Znanih je pet pinarskih škofov: Evstahij, ki je podpisal formulo Akacija iz Cezareje na koncilu v Selevkiji leta 359, Heliodor, ki je podpisal pismo likijskih škofov cesarju Leonu I. Tračanu leta 458, Zenas, udeleženec Trulanske sinode leta 692, Teodor, udeleženec drugega nicejskega koncila leta 787 in  Atanazij, udeleženec Fotijevega koncila leta 879. Pinara je bila rojstni kraj Nikolaja iz Mire. V 9. stoletju je zaradi stalnega pritiska napadalcev izgubila vse prebivalce.

## Arheološka odkritja
Ruševine Pinare je prepoznal britanski arheolog Sir Charles Fellows leta 1838. Arheolog o tem pravi: 
»Iz sredine starodavnega mesta se dviga okrogla skalna stena, dobesedno prekrita z grobnicami. Pod to pečino ležijo ruševine obsežnega čudovitega mesta.  Gledališče je v zelo dobrem stanju. Ohranjeni so vsi sedeži in nekaj vrat, ki vodijo do njih. Zidovi nekaterih zgradb so takšni, kot bi jih zidali velikani, z masivnimi prehodi, zgrajenimi iz treh ogromnih kamnitih klad. Grobnic je nešteto. Napisi so pisani v likijski pisavi, vendar se na isti grobnici pojavljajo hkrati tudi napisi v grščini. Nekatere grobnice so okrašene z drobnimi in bogatimi kipi.«
Pinara  je bila nekoč škofija, zdaj pa je samo ena od katoliških naslovnih škofij.